# Хімічні властивості
Хімічні властивості — властивості речовин, що стосуються хімічних процесів, тобто це такі властивості, які проявляються в ході хімічної реакції. До хімічних властивостей відноситься здатність реагувати з іншими речовинами, а також схильність до розкладу.
Хімічні властивості речовини залежать не лише від кількісного та якісного складу, тобто з яких і скількох атомів хімічних елементів вона складається, але й від хімічної структури молекул речовини (структура ізомерія) та від просторової конфігурації молекул (конформація та стереоізомерія).